# Žrnovac
Žrnovac je naselje u Hrvatskoj u sastavu općine Skrada. Nalazi se u Primorsko-goranskoj županiji.

## Zemljopis
Južno je Gornja Dobra, jugozapadno je Sleme Skradsko, sjeverozapadno su Podslemeni Lazi, sjeverno su Gorani, sjeveroistočno je Smišljak, istočno-jugoistočno je Donja Dobra, jugoistočno su Novi Lazi.

## Stanovništvo
| broj stanovnika | 59    | 34    | 72    | 65    | 64    | 54    | 51    | 60    | 54    | 55    | 58    | 49    | 35    | 25    | 25    | 20    | 12    |
|                 | 1857. | 1869. | 1880. | 1890. | 1900. | 1910. | 1921. | 1931. | 1948. | 1953. | 1961. | 1971. | 1981. | 1991. | 2001. | 2011. | 2021. |